# Качим метельчатый
Качи́м мете́льчатый или перекати-поле (лат. Gypsóphila paniculáta) — растение; вид рода Качим семейства Гвоздичные. Имеет своеобразную жизненную форму, получившую в народе название перекати́-по́ле; это название часто распространяется и на само растение. Особенность её в том, что стебли от основания начинают сильно ветвиться, и в итоге образуется шаровидный куст. После созревания семян высохший стебель переламывается у самой земли, и растение перекатывается ветром, разбрасывая семена.
В отличие от других представителей рода Качим, Качим метельчатый менее приурочен к известнякам, но так же предпочитает сухие местообитания и растёт в степях и на сухих лугах.
Имеет декоративное значение, а также используется в сельском хозяйстве как закрепитель подвижных песков.

## Ботаническое описание
Качим метельчатый — многолетнее травянистое растение высотой от 60 до 100 см с мощной корневой системой. Корень стержневой толстый. Стебли от основания сильно ветвящиеся, голые либо внизу покрыты короткими желёзистыми волосками; образуют кусты шаровидной формы.
Листья беловатые, ланцетные или линейно-ланцетные, длиной 2—7 см и шириной 3—10 мм, длиннозаострённые, с тремя—пятью дуговидными жилками; нижние листья рано увядают.
Многочисленные мелкие цветки собраны в рыхлую, необлиственную, широко раскидистую метёлку, сидят на нитевидных цветоножках, превышающих длину чашелистиков в два—три раза. Чашечка ширококолокольчатая, длиной около 1,5 мм, с плёнчато-окаймлёнными зубцами. Лепестки белые, до 3 см длиной. Цветёт в июне — июле, плодоношение наступает в конце июля — августе.
Плод — округлая коробочка диаметром около 2 мм. Легко размножается семенами.

## Распространение
Древний вид, происходящий из Средиземноморья. В России распространён в степной полосе европейской части, Предкавказье и на юге Западной Сибири. Обычен в чернозёмной полосе, севернее встречается редко, только как заносное.
Растёт в луговых степях, по опушкам сосновых лесов, на склонах гор, на разных почвах (чаще песчаных, щебнистых, каменистых).

## Экология
Качим метельчатый — растение семиаридных местообитаний. Растёт, в основном, в степях, на сухих лугах, а также на известняках, реже его можно обнаружить в светлых сосновых лесах.
Образует особую жизненную форму — перекати-поле, которая представляет собой одну из адаптаций к засушливому климату. Это — одна из форм анемохории, при которой единицей диссеминации является всё растение целиком. После созревания семян стебель у основания пересыхает и легко обламывается. Ветер перегоняет шаровидный куст по степи, распространяя таким образом семена.

## Хозяйственное значение и применение
В корнях содержится от 6—20 % гипсофил-сапонина с температурой плавления 273°—274° и растворимого в воде. При попадании в кровь этот сапонин вызывает гемолиз, при принятии внутрь вызывает стоматит и гастрит.
Сапонин содержащийся в корнях даёт стойкую пену, поэтому встречается ещё одно название качима — «белый мыльный корень», или «белый мыльный корень туркестанский». Его использовали для промывки овечьей шерсти, стирки шерстяных тканей и вязаных изделий, зарядки огнетушителей. В культуре зацветает на втором году жизни, корни двулетних растений по весу и содержанию сапонинов в 1,5—2 раза превосходят корни многолетних дикорастущих экземпляров.
Разводится как декоративное растение и используются для составления букетов. Махровые формы разводят в цветниках. Хорошо закрепляет пески благодаря мощной корневой системе. Отличный медонос.
Корни качима метельчатого, также как качима высокого (gypsophila altissima L.), качима триждывильчатого (gypsophila trichotoma Wend.) благодаря высокому содержанию сапонинов используют в пищевой промышленности для изготовления шипучих напитков, халвы, кремов.
Поедается рыжеватым сусликом (spermophilus major). На пастбище скотом почти не поедается. С фазы цветения поедается верблюдами и овцами. В сене поедается удовлетворительно. Можно предполагать, что качим метельчатый из-за содержания сапонинов может вызвать отравление животных.
В народной ветеринарии употреблялось как рвотное средство для лошадей.